# نتسیلیک

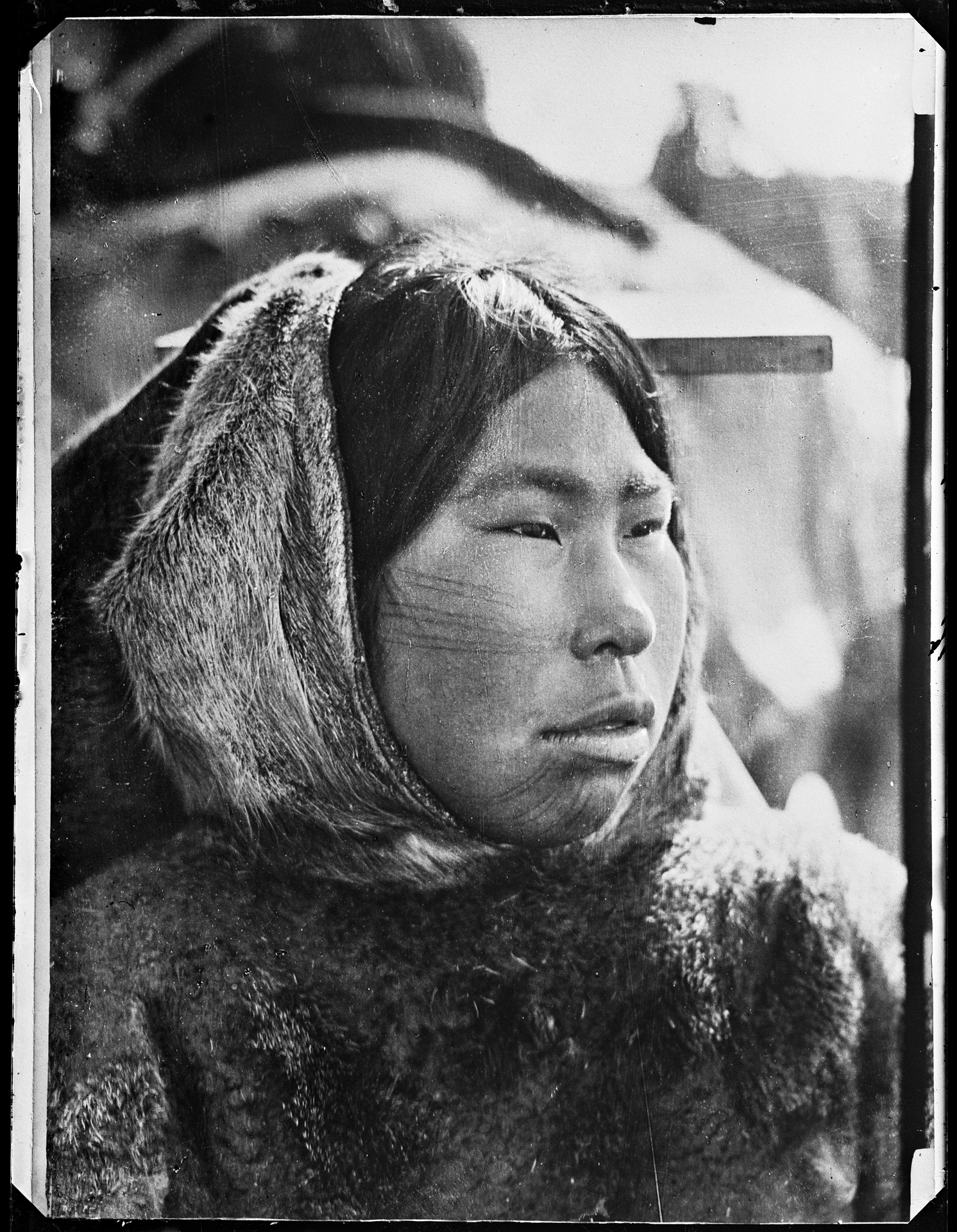
یکی از بومیان نتسیلیک

نتسیلیک (انگلیسی: Netsilik) گروهی از مردمان اینوئیت هستند که به‌طور عمده در کوگاروک و جیجوی هیون و تا حدودی هم در تالویوک قلمرو نوناووت حضور دارند. این مردمان در اوایل قرن بیستم، جزو آخرین مردم بومی شمالی بودند که با مبلغانی از جنوبی مواجه شدند.